# Carex gynocrates
Carex gynocrates är en halvgräsart som beskrevs av Morten Wormskjold. Carex gynocrates ingår i släktet starrar, och familjen halvgräs. Inga underarter finns listade i Catalogue of Life.

## Bildgalleri

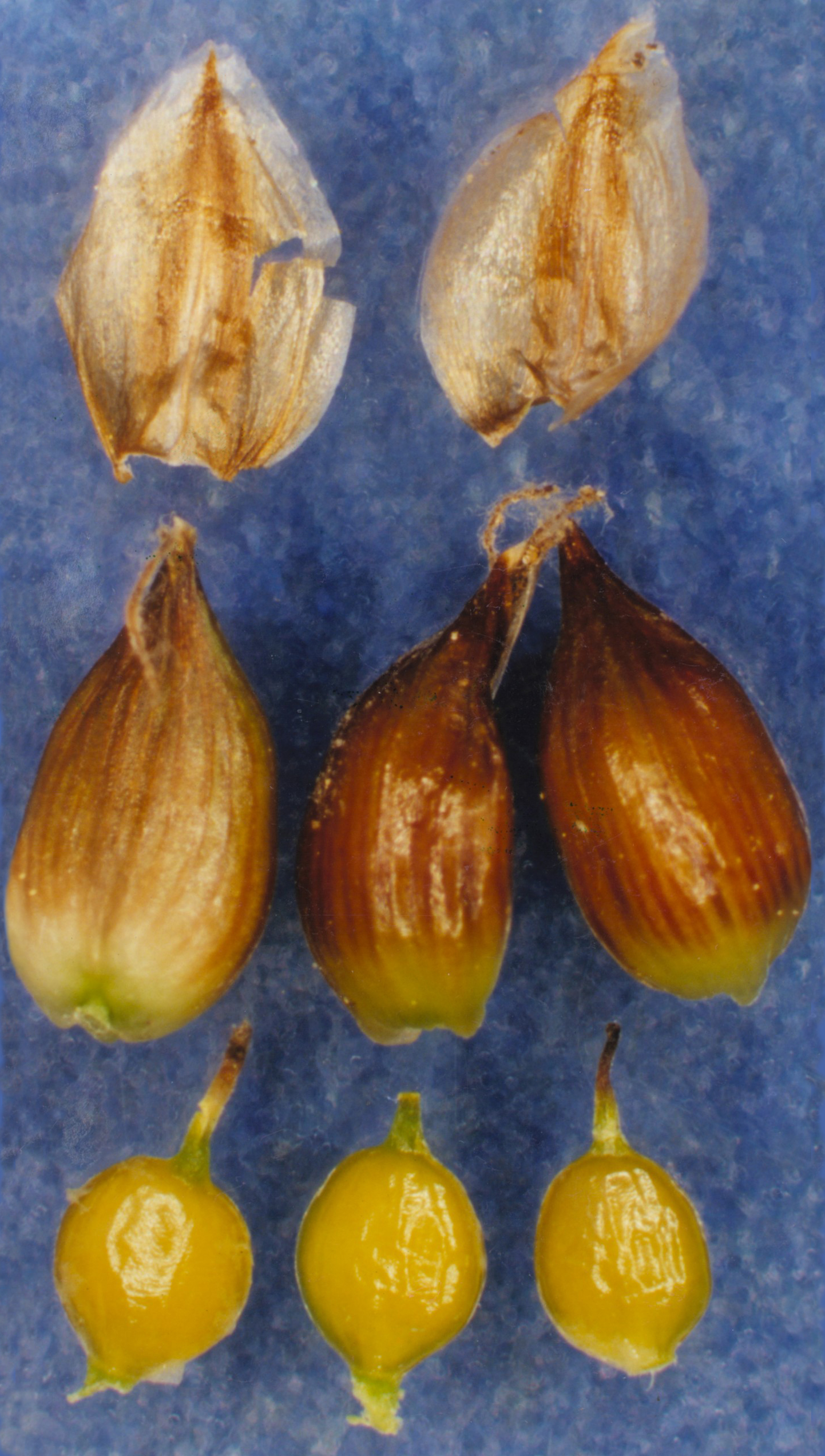